# BBC Radio Leicester

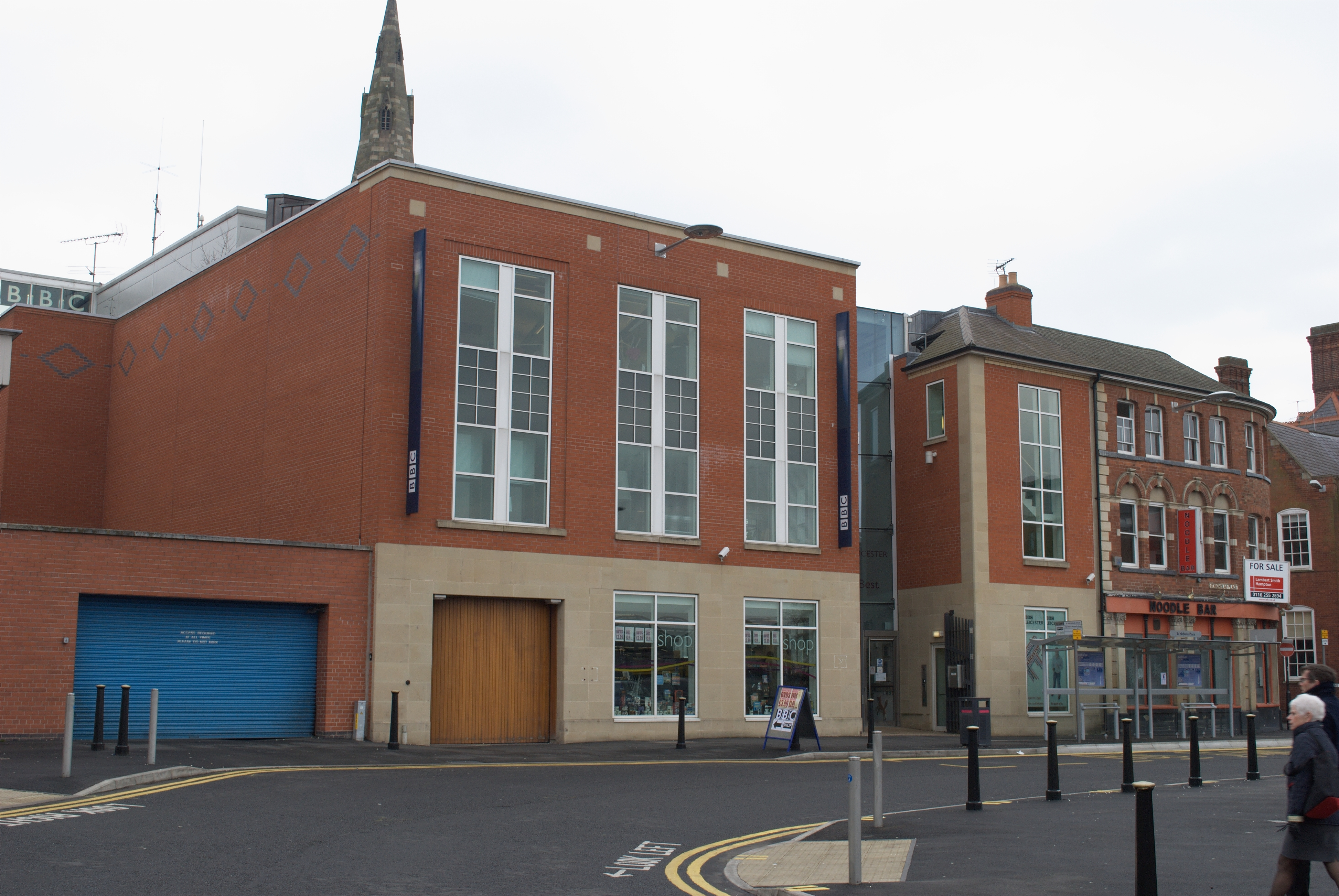
Gebäude von BBC Leicester am St Nicholas Place 9

BBC Radio Leicester ist ein Rundfunkprogramm der BBC für Leicester, Leicestershire und Rutland mit Studio im Zentrum von Leicester. Das Programm wird terrestrisch auf UKW und DAB sowie im Internet weltweit gesendet. Das am 8. November 1967 erstmals ausgestrahlte Programm war das erste einer neuen Art von Lokalprogrammen, die die BBC in den 1960ern konzipierte.

## Programm

### Montag bis Freitag
| Uhrzeit       | Moderator/Sendung              | Ort        |
| ------------- | ------------------------------ | ---------- |
| 1:00 – 5:00   | BBC Radio 5 Live: Up All Night | London     |
| 5:00 – 6:00   | Ian Skye                       | Derby      |
| 6:00 – 9:00   | Ben Jackson                    | Leicester  |
| 9:00 – 12:00  | Jim Davis                      | Leicester  |
| 12:00 – 15:00 | Jonathan Lampon                | Leicester  |
| 15:00 – 17:00 | Rupal Rajani                   | Leicester  |
| 17:00 – 19:00 | Martin Ballard                 | Leicester  |
| 19:00 – 22:00 | Ed Stagg                       | Nottingham |
| 22:00 – 1:00  | Amanda Bowman                  | Nottingham |

### Freitägliche Variationen
| Uhrzeit     | Moderator/Sendung | Ort        |
| ----------- | ----------------- | ---------- |
| 2200 – 0100 | Dean Jackson      | Nottingham |

### Samstag
| Uhrzeit       | Moderator/Sendung                  | Ort        |
| ------------- | ---------------------------------- | ---------- |
| 1:00 – 5:00   | BBC Radio 5 Live: Up All Night     | London     |
| 5:00 – 6:00   | BBC Radio 5 Live: Morning Reports  | London     |
| 6:00 – 9:00   | Monica Winfield                    | Leicester  |
| 9:00 – 12:00  | Tony Wadsworth                     | Leicester  |
| 12:00 – 14:00 | Ed Stagg                           | Leicester  |
| 14:00 – 18:00 | BBC Radio Leicester Sport          | Leicester  |
| 18:00 – 21:00 | The Beat: Dean Jackson             | Nottingham |
| 21:00 – 22:00 | The Beat Introducing: Dean Jackson | Nottingham |
| 22:00 – 1:00  | Herdle White                       | Leicester  |

### Sonntag
| Uhrzeit       | Moderator/Sendung                 | Ort        |
| ------------- | --------------------------------- | ---------- |
| 1:00 – 5:00   | BBC Radio 5 Live: Up All Night    | London     |
| 5:00 – 6:00   | BBC Radio 5 Live: Morning Reports | London     |
| 6:00 – 9:00   | John Florance                     | Leicester  |
| 9:00 – 12:00  | Tony Takes Off: Tony Wadsworth    | Leicester  |
| 12:00 – 13:00 | Down to Earth                     | Leicester  |
| 13:00 – 14:00 | Talking History                   | Leicester  |
| 14:00 – 17:00 | Chris Highton                     | Leicester  |
| 17:00 – 20:00 | Dulcie Dixon                      | Leicester  |
| 20:00 – 22:00 | Kamlesh Purohit                   | Leicester  |
| 22:00 – 1:00  | Amanda Bowman                     | Nottingham |